# 水肺装备
水肺装备是一种呼吸装置，它完全由潜水者自身携带，并能在潜水的压力下为潜水者提供呼吸气体。尽管严格来讲，水肺装备只是潜水时为潜水者提供呼吸气体所必需的装备，但通常的用途还包括用于携带的背带，以及背带所必须的零件和呼吸装置的组装件，例如夹克或翼式浮力补偿装置，和安装在装有气压计的组合外壳上的仪器。而广义来说，它已经用来指水肺潜水者所使用的任何潜水装备。水肺绝对是最常见的水下呼吸系统，不仅休闲潜水者可以使用，更专业的水肺也可以满足专业潜水的要求。与水面供给潜水相比，水肺潜水通常具有更好的机动性和更大的活动范围，并且也被相关的实践条例所允许。

## 概述
通常使用水肺的两种基本功能系统：开路系统和循环呼吸器。在开路潜水系统中，潜水员将呼出的空气排出到环境中，并且需要通过潜水调节器根据需要提供每次呼吸，这降低了来自储存气缸的压力。当潜水员在吸气时降低需求阀中的压力时，通过需求阀供应呼吸空气。
在循环呼吸器潜水中，系统回收呼出的气体，去除二氧化碳，并补充用掉的氧气，再从呼吸回路中供应气体给潜水员。在每个呼吸循环期间从回路中损失的气量，取决于循环呼吸器的设计和呼吸循环期间的深度变化。呼吸回路中的气体处于环境压力，而提供储存的气体需要通过调节器或喷射器，这取决于设计。
在这些系统内，根据应用场景和偏好的不同，可以使用不同的方式来携带水肺装备。其中包括：背负式，通常用于休闲潜水，以及水面供应潜水的救助设备；体侧式，氣瓶掛於身體的旁邊，用于穿过狭窄的洞穴；吊索式，用于系缆装备，主供气装置为背负式时的减压气体及救助设备，以及特殊情况下的各种非标准携带系统。
潜水中，呼吸气体供应失效所带来的最直接风险是溺水，因此極為重要。避免此类事故的手段包括：確實保養器材，频繁监测所剩气体，充分规划下潛計畫，以及由潜水员携带的救助气瓶或潜水同伴提供的紧急供气。

## 应用
潜水者使用独立的水下呼吸装置（水肺）以在水下呼吸。水肺为潜水者提供的机动性和水平方向的范围，远远超过了水面供给潜水设备（SSDE，Surface-Supplied Diving Equipment）上附着的脐带式软管。
其它方式的潜水，要么依赖于屏气，要么依赖于来自水面的带压呼吸供给。而水肺潜水者则自己携带呼吸气体源，通常是过滤的压缩空气，这使得他们可以比拖着空气管或脐带线缆获得更大的行动自由，同时获得比屏气更长的水下时间。水肺潜水可以用作休闲潜水以及众多领域的专业潜水，包括科学、军事和公共安全领域，但如果可行，大多数商业潜水都会使用水面供给潜水设备作为主要气体供给。水面供给潜水者可能会被要求携带水肺作为紧急呼吸气体供给，以便在水面气体供给失效的情况下仍能保证安全。
有一些潜水员全职或兼职在休闲潜水社区工作，可以作为教练、助理教练、潜水专家和潜水向导。 在某些司法管辖区，专业性质的，特别是对客户健康和安全负责的，休闲潜水教练、潜水领队和潜水向导，均受到国家立法的承认和规范。
潜水的其它专业领域还有军用潜水，军事蛙人扮演各种角色已经具有悠久的历史。他们的角色包括直接打击、渗入敌后、布设水雷或驾驶人操鱼雷、炸弹处理或工程操作。在民用操作中，许多警察部队使用警用潜水队来执行搜救任务，以及协助侦破可能涉及水体的犯罪。在某些情况下，潜水拯救队也可能是消防部门、医疗辅助服务或救生员部门的一部分，并可能被归类为公共服务潜水。
还有一些专业潜水员也参与到水下环境，例如水下摄影师或水下摄像师，他们记录下了水下世界，以及科学潜水，包括海洋生物学、地质学、水文学、海洋学和水下考古学。
选择水肺装备还是水面供给潜水装备，是基于法律和后勤方面的条件。如果潜水员需要活动和大范围移动，通常会选择水肺，如果安全和法律条件允许。高风险工作，尤其是在商业潜水中，根据法律和实践经验，可能仅限于水面供给设备。

### 水肺装备的替代
有一些替代方法，可供人们在水下时用来生存并活动，目前包括：
- 自由潜水–憋一口气在水下游泳。
- 浮潜–一种形式的自由潜水，能让潜水员的口鼻在水下呼吸，因为潜水员能够通过一根称为呼吸管的短管来呼吸水面上的空气。
- 水面供给潜水（英语：Surface supplied diving）–最初用于专业潜水（英语：Professional diving），以满足长时间潜水或深潜，用一根“脐带”连接潜水员和水面以提供呼吸气体（英语：Breathing gas），有时还供应温水来加热潜水装备（英语：Diving suit），现在通常还包括语音通讯。一些旅游胜地现在还提供一种水面供给潜水项目，其商标为斯努巴（英语：Snuba），可以为无经验者提供潜水体验。使用水肺装备的同类设备，潜水员从压缩气瓶呼吸，而压缩气瓶则放在一个漂浮在水面、自由浮动的充气筏里，这样，潜水员可以下潜6—9（20—30英尺）。
- 压力潜水服（英语：Atmospheric diving suit）–一种能够保护潜水员、抵抗周围水压的装甲。

## 历史

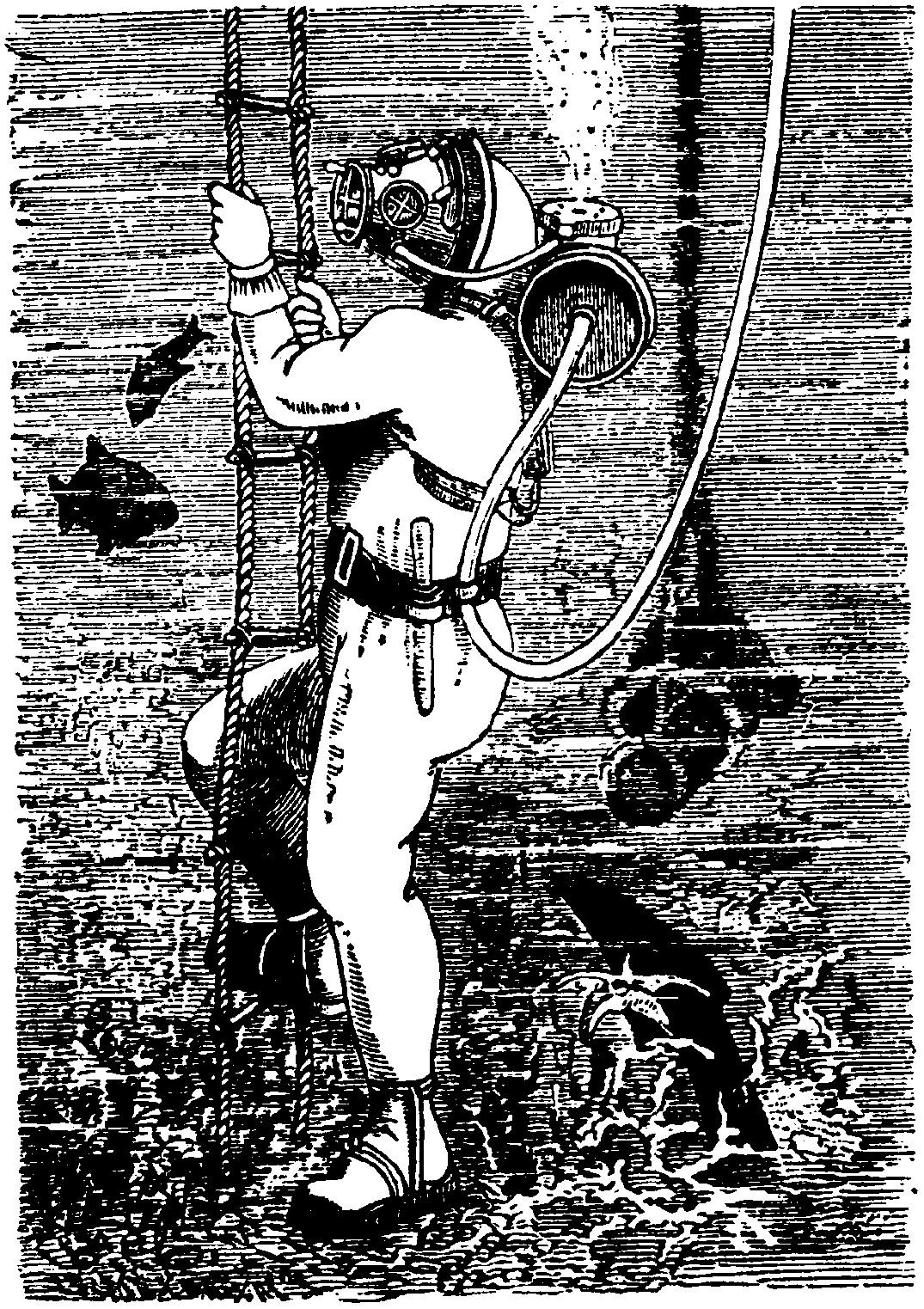
卢库埃罗-德内劳斯（Rouquayrol-Denayrouze）装置是第一种量产的调节器（从1865年至1965年）。在这张图片中，储气罐采用的是水面供给配置。

### 呼吸装置的发展
1. 呼吸软管
2. 吸嘴
3. 气罐阀门和调节器
4. 背带
5. 背板
6. 气罐

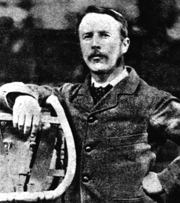
亨利·弗路斯（1851-1932）改进了循环呼吸器技术。

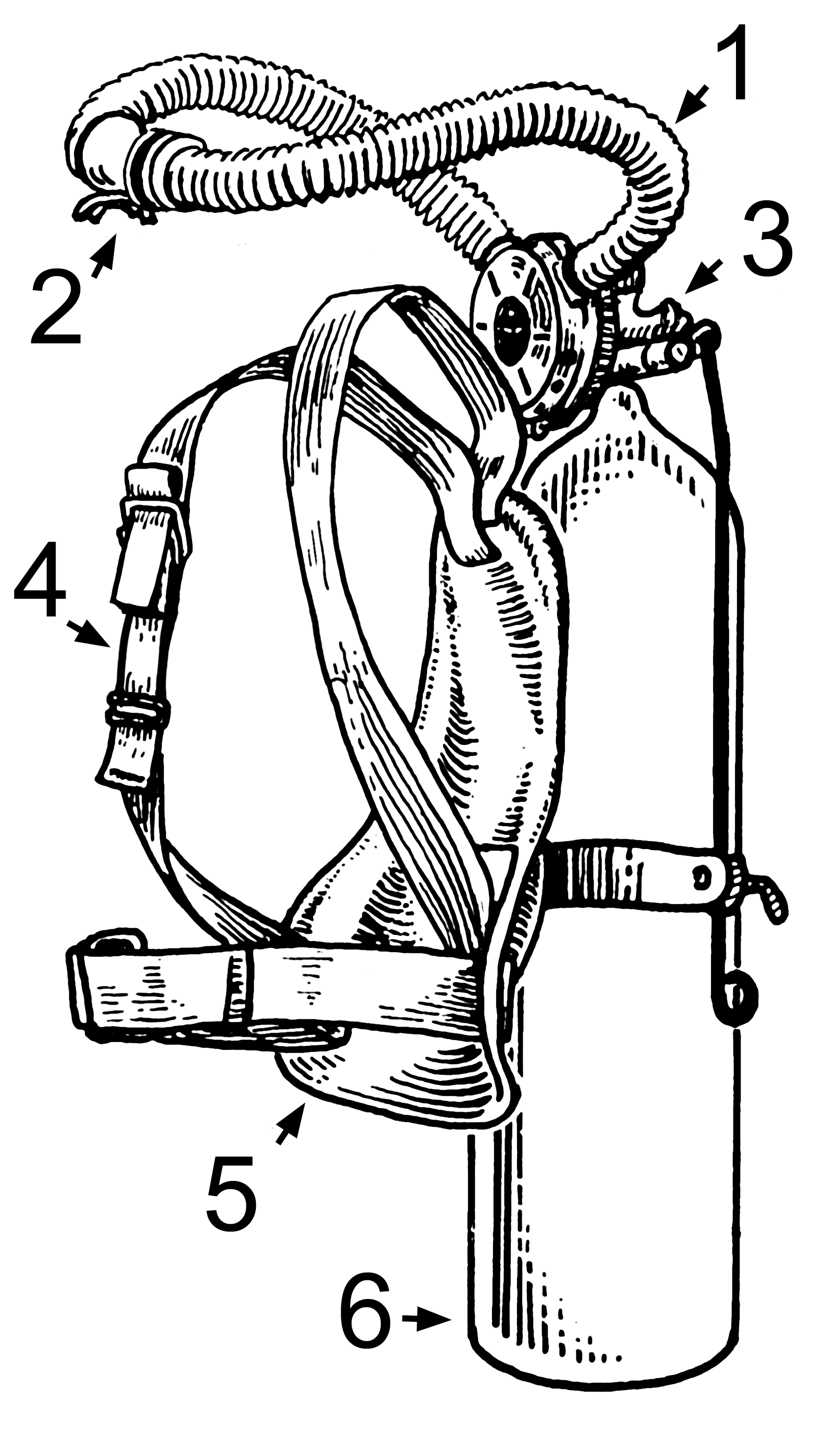
水肺潜水装备。

进入二十世纪，水下呼吸装置的两种基本架构已经开创先河：一种是开路的水面供给设备，潜水员呼出的气体直接排放到水中；一种是闭路的呼吸装置，潜水员的二氧化碳从尚未使用的氧气中过滤出去，然后再循环。在缺乏可靠、便携且经济的高压气体储存容器的情况下，闭路装备更容易适配水肺。到20世纪中叶，已经有了高压气瓶，并且出现了两种潜水系统：开路式水肺，即潜水员呼出的气体直接排入水中；闭路式水肺，将二氧化碳从潜水员呼出的气体中去除，并加入氧气，进行再次循环。由于氧气中毒的风险随着深度的增加而增加，氧气循环呼吸器受到深度的严格限制，而用于混合气体循环器的可用系统相当笨重，并且按照设计要与潜水头盔一起使用。首款商业实用的潜水呼吸器由潜水工程师亨利·弗路斯于1878年设计并制造，他当时为伦敦的希比·格尔曼工作。他的自给式呼吸器包括一个与呼吸袋相连的橡胶面罩，呼吸袋中的气体估计有50-60％是来自铜瓶的氧气，而二氧化碳则通过一捆浸入苛性钾盐溶液中的棉纱来处理，该系统的潜水持续时间最长可达约三小时。这种装置无法在使用期间测量气体的组成。在1930年代和整个二战期间，英国、意大利和德国开发并广泛使用了氧气循环呼吸器来装备第一代蛙人。英国改进出了“戴维斯水下逃生装置”（Davis Submerged Escape Apparatus），德国则改进出了德尔格沃克水下逃生循环呼吸器，他们在战争期间将这些技术应用在蛙人身上。在美国，少校克里斯蒂安·J·兰伯森在1939年发明了一种可以在水下自由活动的氧气循环呼吸器，并被战略情报局所认可。1952年，他为其装置的改进版申请了专利，并将其命名为SCUBA（即自给式水下呼吸装置Self-Contained Underwater Breathing Apparatus的缩写）。该缩写后来成为了通用的英文单词，用于潜水的自主呼吸装备，后来也用于使用该装备的活动。二战以后，军事蛙人继续使用循环呼吸器，因为它们不会产生气泡从而暴露潜水员。这些早期的循环呼吸系统使用高比例的氧气，限制了它们的使用深度，因为急性氧气中毒会造成抽搐的危险。

### 调节器的发展
尽管奥古斯特·德内劳斯和贝努瓦·卢库埃罗在1864年就发明满足工作要求的调节器系统，然而伊夫·勒普里尔于1925年在法国才开发了第一个开路潜水系统。该系统是一个手动调节的自由流动系统，其可持续时间短，从而限制了系统的实际使用。1942年在德国占领的法国，雅克-伊夫·库斯托和埃米尔·加格南成功地设计了第一个安全的开路潜水装备，并称之为水肺。他们的系统包含了一个改进的高压气罐调节器。这项技术在1945年成为专利。为了在英语国家销售他的调节器，库斯托注册了水肺（Aqua-Lung）商标，并首先授权给“美国潜水员”公司（现为液化空气集团子公司），后于1948年授权给英格兰的希比·格尔曼。希比·格尔曼被允许在英联邦国家销售，但又供不应求，而美国的专利又阻止其他人生产该产品。澳大利亚墨尔本的泰德·埃尔德雷德规避了这一专利，开发了单管开路潜水系统。该系统通过低压软管将压力调节器的第一级和需求阀分开，将需求阀置于潜水员口中，并通过需求阀壳体释放呼出的气体。埃尔德雷德在1952年初售出了第一套海豚型CA单管潜水装备。

### 背负装置的发展
早期的水肺装备通常配有简单的肩带和腰带。腰带扣通常是能快速解开的，而肩带有时带有可调节或可快速解开的带扣。许多背带没有背板，气瓶直接靠在潜水员的背上。早期的潜水员在潜水时都没有浮力辅助装置。在紧急情况下，他们不得不抛弃他们的负重。1960年代，可调浮力救生衣（Adjustable Buoyancy Life Jackets，简称ABLJ）投入使用。它可以用来补偿由于氯丁橡胶潜水服在水下受压造成的浮力损失，或者作为救生衣，迅速膨胀，将失去意识的潜水者浮上水面，并保持面部朝上。第一个版本是从一个小的一次性二氧化碳气瓶充气的，后来是用一个小的直接连接的气瓶。靠嘴控制充气阀和放气阀，从调节器第一级到充气/放气阀单元进行低压充气，来控制ABLJ的体积，作为浮力辅助。1971年，ScubaPro（现为约翰逊户外的一部分）引入了浮力背心。这类浮力辅助装置被称为浮力控制设备或浮力补偿器。

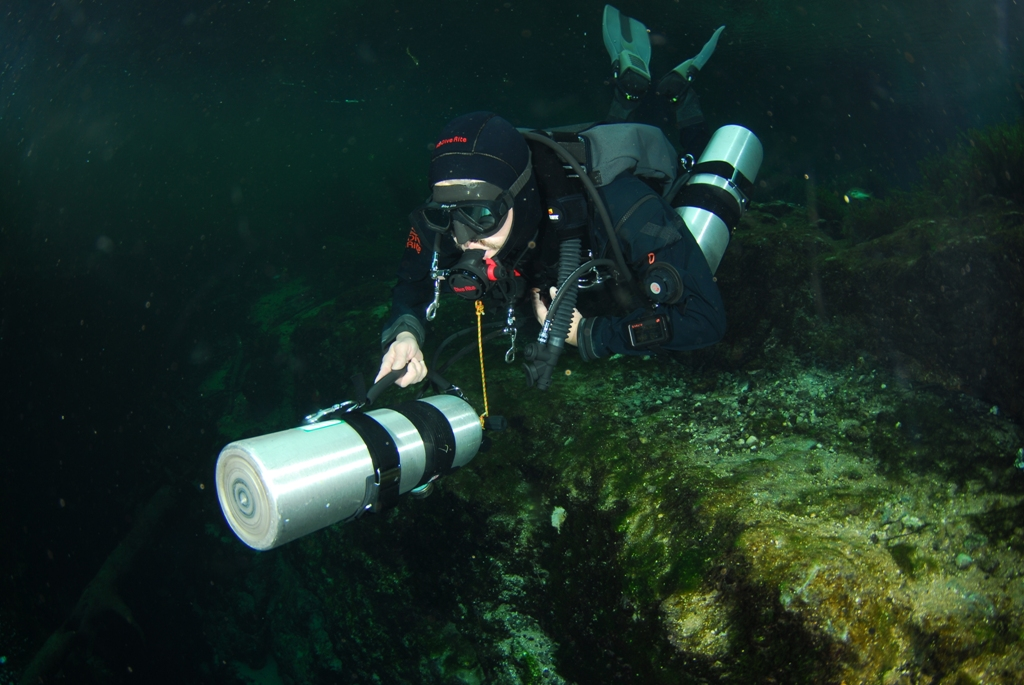
侧挂潜水员推动前面的气瓶

有翼背板是潜水背带的另一种配置，它具有浮力补偿囊，俗称“翼”，安装在潜水员背上，夹在背板和气瓶之间。与浮力背心不同，背板和翼组成一个模块化系统，该系统由可分离组件组成。这种布局在进行长时间或深潜的洞穴潜水员中很受欢迎，因为他们需要携带多个额外的气瓶，而这种布局腾出了潜水员前面和侧面的空间，以便在这些伸手够得着的区域安装其它装备。这种额外的装备一般是挂在背带上或放在潜水服的口袋里。侧置是一种水肺装备布局，具有基本的水肺装备，每套装备都包括一个气瓶，气瓶的专用调节器和压力表布置在潜水员侧面，夹在肩部下方臀部的安全带上，而非固定在潜水员的后背上。这种布局最初是用于高级洞潜的，因为它便于穿过洞穴的狭窄部分，在必要时还可以轻松地将其取下并重新背上。这种配置可以轻松够到气缸阀，并能提供简单易行且可靠的气体冗余。这些在密闭空间内操作的优点也被残骸潜水的潜水员所认可。在技术潜水社区的通用减压潜水中，侧置潜水已变得越来越流行，甚至在休闲潜水中也流行起来。

### 技术潜水与休闲潜水

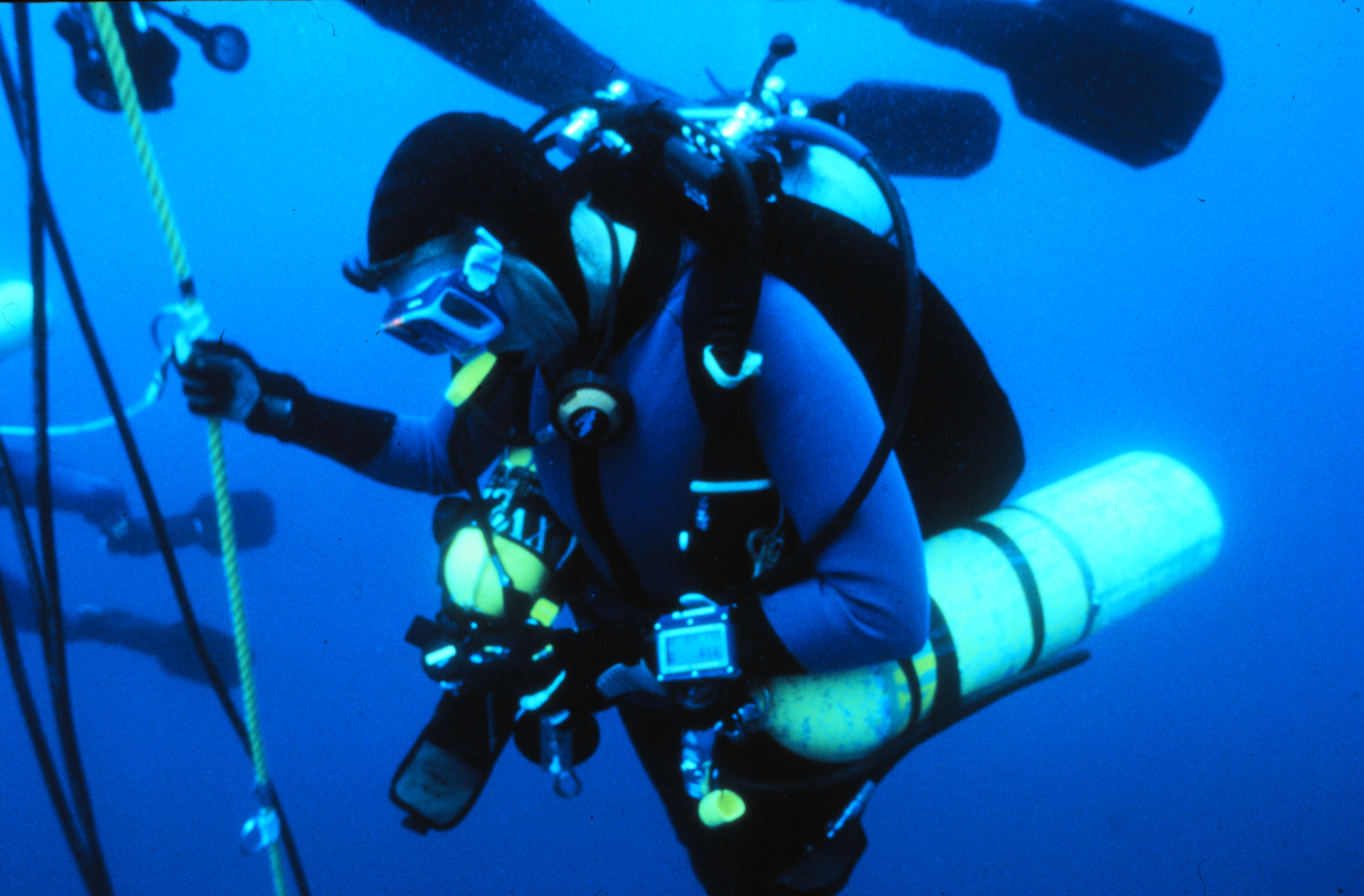
技术潜水员正在作减压停留

如果水肺潜水超过了公认的休闲潜水极限，就成为技术潜水。技术潜水可能使潜水员遭受的危险要超过休闲潜水通常所面临的，并存在造成严重伤害或死亡等更大风险。使用适当的技能、知识和经验，以及适当的设备和程序，可以降低这些风险。该概念和术语都是相对较近出现的，但实际上潜水员已经从事现在通常称为技术潜水的活动几十年了。一个较合理的广泛使用的定义是，如果在计划中的某一点上不可能（物理上不可能或生理上不可接受）直接且不间断地垂直上升到水面上，则该潜水是技术潜水。该装备通常涉及不同于空气或标准高氧气体混合物的呼吸气体、多气源和不同的装备配置。随着时间的流逝，为技术潜水而开发的某些装备和技术，已被娱乐潜水广泛地使用。
为挑战更深的潜水、更长的时间和这些潜水活动所必需的大量呼吸气体，加上始于1980年代后期的氧气感应电池技术逐渐成熟，人们对循环呼吸器潜水再次产生了兴趣。通过精确测量氧气的分压，可以在任何深度维持并精确监控回路中的可呼吸混合气体。在1990年代中期，半闭路循环呼吸器已经可以用于休闲潜水市场了；随后在千年之交，闭路的也可以了。循环呼吸器目前（2018年）已全面用于军事潜水、技术潜水和娱乐潜水市场。

## 类型
水肺装备有两种类型：
- 用开路式水肺，潜水者从装备吸气，所有呼出的气体被排放到周围的水中。此类装备比较简单、经济和可靠。
- 用闭路或半闭路式，或称为循环呼吸器（英语：Rebreather），潜水者从装备吸气，而呼出的气体也回到装备。装备将呼出的气体进行处理，使其能够被再次呼吸。该设备高效且安静。

这两种类型的潜水装备都包含了一个供应空气或其它呼吸气体（基本都是来自高压潜水瓶）的装置，以及能把它附着在潜水员身上的工具。大部分开路水肺装备都有一个需求调节器来控制呼吸气体的供应，并且大部分循环呼吸器都有有一个恒流注射器，或一个电控注射器来供应新鲜气体，但通常也有一个自动稀释阀（Automatic Diluent Valve，简称ADV），其功能与需求阀一样，用来在压力降低时维持循环的流量。

### 开路水肺装备
开路的水肺装备将呼出的空气排放到环境中，并要求每次呼吸都由潜水调节器按需输送给潜水员。潜水调节器能降低来自储气瓶的气体压力，并气压降低时通过需求阀给潜水员供气。因为随着潜水员的呼吸，需求阀的压力会渐渐下降。
开路水肺装备重要的子系统包括：
- 潜水气瓶及其阀门，可以通过歧管互连；
- 呼吸调节器机构，可以控制气压；
- 需求阀及吸嘴，潜水全面罩（英语：Full face diving mask）或潜水头盔（英语：Diving helmet），以及供气管，来控制气流并为潜水员供气；
- 废气处理系统，用于处理废气；
- 背带或其它方法，以将装备附着到潜水员身上。

现在已被视为水肺装备一部分的其它部件包括：
- 外部储备阀及其控制杆（目前不常见）；
- 水压计（几乎普遍存在）；
- 二级（备用）需求阀（普遍）。

通常，浮力背心是与装备集成在一起的，但从技术角度讲，它并不是呼吸装置的一部分。
气瓶通常背在背后。在休闲潜水中使用“双瓶”，即用一根高压总管连接两个低容量后置气瓶，在1960年代比现在更普遍，而更大容量的双气瓶则普遍用于技术潜水，以增加潜水的持续时间和冗余。一家名为水下产品的公司，曾经出售过一款运动水肺装备，它有三个由歧管连接的气瓶。洞穴潜水和沉船潜水有时会将气瓶携带在侧面，以便游过更狭窄的空间。
报纸和电视新闻经常将开路水肺装备错误地描述为“氧气”装备。

#### 恒流水肺
恒流水肺没有按需调节器；呼吸气体以恒定速率流动，除非潜水员用手将其打开和关闭。他们比按需调节的水肺消耗的空气更多。在1950年左右库斯托型水肺问世之前，有人曾试图将其设计并用于潜水和工业用途。例如，1831年美国查尔斯·康德特（Charles Condert）的潜水服、1918年日本“大串（Ohgushi）的无双呼吸器“（靠咬合控制的调节器）和1926年法国伊夫·勒普里尔的手控调节器；参见潜水技术时间表。

#### 开路水肺
该系统包含一个或多个装有高压呼吸气体的潜水气瓶，压力通常在200—300巴（20,000—30,000千帕斯卡），气瓶会连接到一个呼吸调节器上。需求调节器在环境压力下为潜水员提供所需的气体。
这种呼吸装备有时被称为“水肺”。“水肺”一词最早出现在库斯托-加格南的专利中，是一个商标，目前由水肺/螺旋技术所拥有。

##### 双管需求调节器

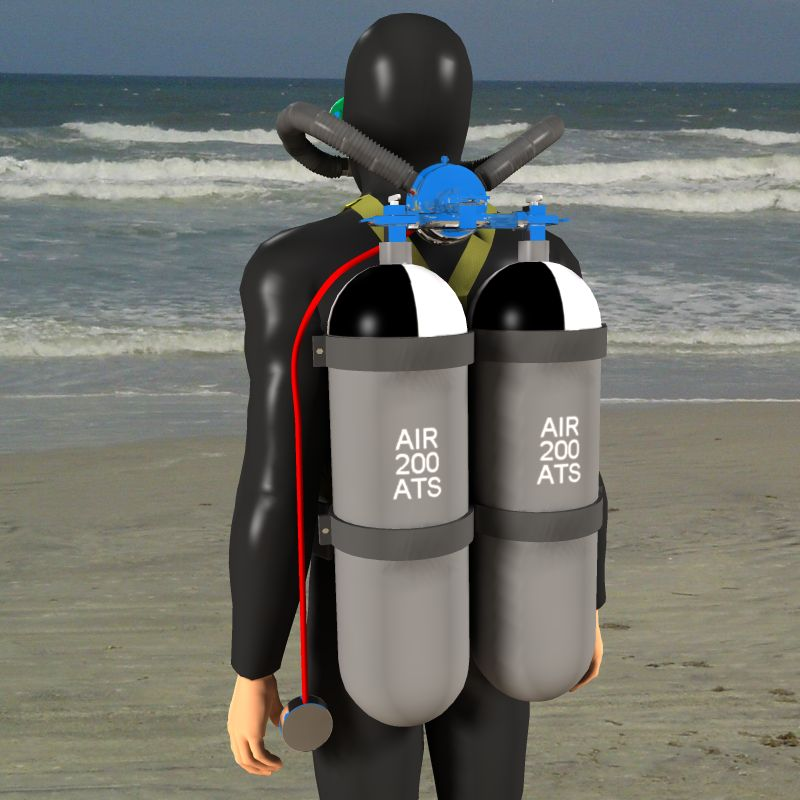
经典的双管库斯托型水肺

这是第一种投入一般使用的潜水需求阀，也是在1960年代经典电视剧的水肺潜水冒险中出现的，例如海猎。他们往往与带有歧管的双气瓶一起使用。
这种类型调节器所有的级都在大型阀组中，该阀组直接安装在潜水员脖子后面，气瓶的阀门或歧管上。两根大口径波纹橡胶呼吸管将调节器与吸嘴相连，一根用于供气，一根用于排气。排气管用于将呼出的空气返回到调节器，以避免由于排气阀与末级膜片之间的深度不同而引起的压力差，压力差会导致气体自由流动，或者额外增加呼吸阻力，具体取决于潜水员在水中的方向。在现代的单管装备中，是通过将次级调节器移至潜水员的吸嘴处来避免此问题的。双管调节器配备了一个吸嘴，并作为标准，但全脸潜水面罩也是一个选项。

##### 单管调节器

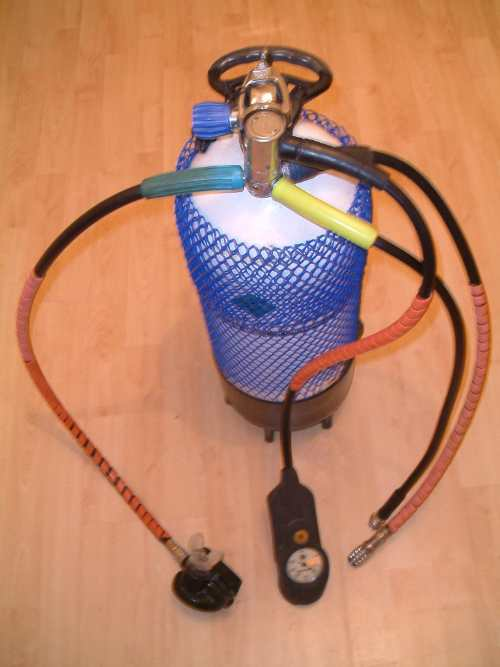
一个单管调节器，带有第二级、仪表、BC附件和安装在气瓶上的干式潜水服软管

大多数现代开路水肺装备都有呼吸调节器，它包含一个一级减压阀，连接到潜水气瓶输出阀或者歧管。这种调节器将气瓶中可能高达30,000千帕斯卡（300巴）的压力降低，一般大约比环境压力高900到1100千帕。一根低压管将它与二级调节器相连，二级调节器也叫“需求阀”，安装在吸嘴上。呼气通过需求阀阀体中的橡胶单向蘑菇阀产生，直接进入潜水员嘴边的水中。一些早期的单管水肺装备使用全面罩而非吸嘴，比如DESCO和斯科特航空（Scott Aviation）生产的（该公司仍在为消防员生产这种结构的呼吸装置）。
现代调节器通常具有用于（潜水计算机和潜水压力表的）压力传感器的高压端口，以及用于（干式潜水服和BC设备的）充气软管的附加低压端口。

##### 调节器上的次级需求阀
1. 调节器第一级
2. 气瓶阀
3. 肩带
4. 浮力背囊
5. 浮力背心触发器和低位手动卸荷阀
6. DV/调节器第二级（主调节器或“章鱼”）
7. 仪表（潜水压力表、深度计和指南针）
8. 干式潜水服充气机软管
9. 背板
10. 浮力补偿器充气机软管和充气阀
11. 浮力补偿器吸嘴和手动排气阀
12. 裆带
13. 腰带

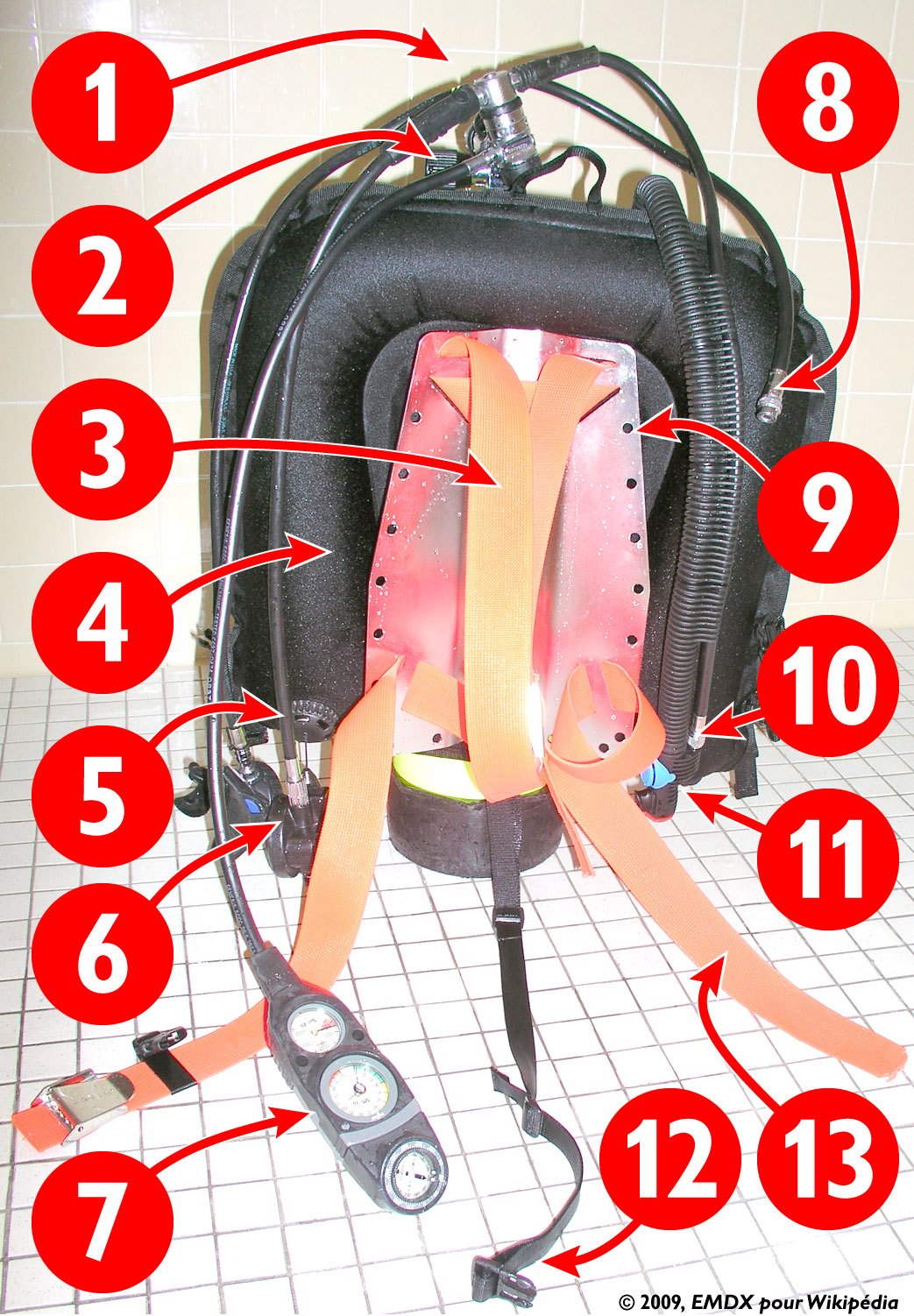
带背板和后置“翼式”浮力补偿器的潜水背带

大多数休闲水肺装备都有备用的辅助需求阀，有单独的软管，这种配置称为“辅助”或“章鱼”需求阀，“备用气源”，“安全辅助”或“安全第二”。这个想法是由洞穴潜水先驱谢克·埃克斯利提出的，它是让洞穴潜水者在狭窄的隧道中呈单列游泳时共用气瓶的一种方式，但现在已成为休闲潜水的标准。通过提供辅助需求阀，消除了在共用气瓶时交替呼吸同一吸嘴的需要。这缓解了已经处于紧张状态的潜水员的紧张程度，进而减少了救援过程中的空气消耗，并解放了气源提供者的手。
一些潜水员培训机构建议，潜水员通常将其主需求阀提供给要求共用气瓶的潜水员，然后切换到自己的辅助需求阀。该技术背后的想法是，已知主需求阀正在工作，而贡献气体的潜水员通常不会更紧张，二氧化碳含量也不会更高，因此在暂时失去呼吸能力之后，有更多时间来整理自己的设备。在许多情况下，惊慌的潜水员已经将主调节器从其他潜水员的嘴里拉出来了，因此，在紧急情况下有必要时，按常规切换为备用调节器，可以缓解紧张情绪。
在技术潜水中，贡献主需求阀通常是标准程序，并且主需求阀通过长管（通常为2m左右）连接到第一级，以便在狭窄的空间中呈单列游泳时共用气瓶，比如在洞穴或沉船中。在这种配置中，辅助需求阀通常放在下巴下面，由松皮筋环绕在脖子上，由较短的软管提供，旨在供贡献气瓶的潜水员备用。备用调节器通常放在潜水员的胸部区域，因为这样很容易被看到，也很容易够得着，以备紧急使用。它可以通过浮力补偿器上的可拆卸式夹子安全地固定，插入到背带上的软摩擦插座中，通过将环管滑入BC式潜水服的肩带套中来固定，或者挂在下巴下面一个被称为项圈的可拆卸蹦极圈上。这些方法还可以防止辅助调节器在潜水员下面晃荡，避免被碎片污染或被周围环境缠住。有些潜水员将其放在BC口袋中，但这样在紧急情况下则不够便捷。
有时，辅助二级调节器会与浮力补偿器设备的充气和排气阀门组件结合在一起。这种结合不再需要用于BC的单独低压管，尽管与标准BC充气管相比，该结合使用的低压管连接器孔径只能更大。因为如果用于呼吸，它需要提供的流量更高。该组合单元被放置在胸部左侧，也就是通常悬挂充气单元的位置。通过集成的DV/BC充气机设计，辅助需求阀位于较短的BC充气管的末端，而贡献者必须能够到它以进行浮力控制。因此在这种配置下，贡献出主调节器以帮助其他潜水员至关重要。
辅助需求阀通常为部分黄色，也可能使用黄色软管，以便更醒目，同时也表示它是紧急设备或备用设备。
当使用侧置时，次级需求阀的实用性会大大降低，因为每个气瓶都有一个调节器，而未使用的就可以作为备用。这种配置还可以将整个气瓶交给受助者，因此也不大需要长管。
一些潜水教练仍然用单个需求阀来教授“同伴呼吸”，这是一种过时技术，但除了使用备用DV以外还偶尔用得着，因为每位潜水员配备两个二级调节器已经被认为是休闲潜水的标准。

#### 低温气罐
已经出现了低温开路水肺的设计，它使用液态空气罐代替了气瓶。佛罗里达的水下摄影师老乔丹·克莱因（Jordan Klein, Sr.）于1967年共同设计了这种水肺，名为“ Mako”，并至少造出了一个原型。
俄国人的Kriolang是从乔丹·克莱因的“Mako”低温开路水肺复制而来的，并至少在1974年之前制成。Kriolang来自希腊的cryo-（=“霜”，意为“冷”）+英语的“lung”（肺）。它只能在使用前一小段时间内充气。

#### 双软管，无可见调节阀（虚构）
之所以在此提及此类型，是因为它在漫画和其它绘画中非常常见，即错误绘制为双管双气瓶水肺，每个气瓶顶部都有一根粗管连到吸嘴，而看不到调节阀。这种画法比正确的带双管调节器（战斗蛙人经常使用这种呼吸装置）的画法要常见得多：请参见流行文化中的潜水#公共媒体中发现的关于蛙人的错误。这在现实世界中是行不通的。

### 循环呼吸器
循环呼吸器可以将潜水员使用过的呼吸气体再循环，因为它能将二氧化碳代谢产物替换为潜水员使用的氧气。循环呼吸潜水广泛用于休闲潜水、军事潜水和科学潜水，它比开路水肺更具优势。由于在正常呼出的气体中仍有80％以上的氧气，因此很浪费。循环呼吸器对气体的使用很经济，从而可以使潜水时间更长，使用成本更低，但也造成了技术更复杂，可能的故障点更多。由于风险更高，需要用更严格更特殊的培训以及更多的经验来弥补。循环呼吸器使用气体更经济，通常每分钟需耗氧1.6公升（0.06立方英尺），与开路装备相比，同等供气量的潜水持续时间要长得多，而后者的耗气量可能要高达十倍。

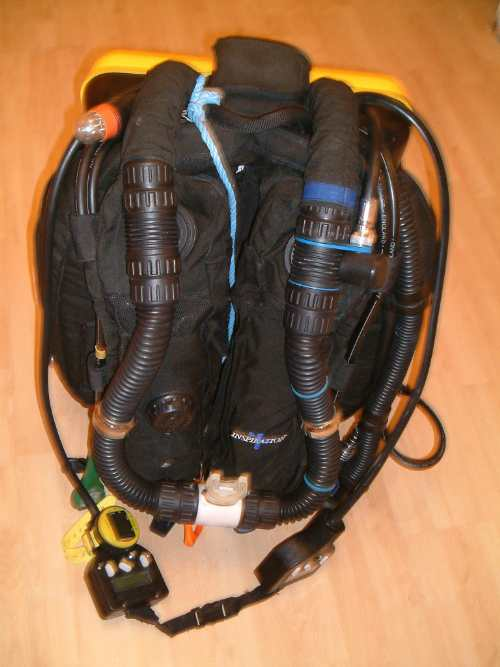
Inspiration循环呼吸器的正面

循环呼吸器有两种主要的变体-半闭路循环呼吸器和全闭路循环呼吸器，而全闭路的又包括氧气循环呼吸器子变体。氧气循环呼吸器的最大安全操作深度大约为6（20英尺），但是有几种全闭路循环呼吸器，当使用氦基稀释液时，深度可以超过100（330英尺）。循环呼吸器的主要限制因素是二氧化碳洗涤器的持续时间（通常至少有3个小时）、增加深度呼吸、气体混合物控制的可靠性，以及在潜水的任何一点都能够获得安全救助的要求。
循环呼吸器通常用于水肺潜水，但偶尔也用于水面供气潜水的紧急救援系统。
对于重量和体积接近的潜水器来说，如果装备的体积大于循环呼吸器实际尺寸的下限，则循环呼吸器潜水的可持续时间要比开路潜水更长。而当使用昂贵的混合气体如氦氧混合气和氦氧氮混合气时，循环呼吸器可以更经济。但由于大多数循环呼吸器的初始和运营成本较高，可能需要进行大量的潜水才能达到收支平衡点，而对于节省气体更明显的深潜来说，很快就能达到平衡点。

## 呼吸气体
高氧气体比空气包含的氧气更多，在1990年代后期它被广泛接受之前，几乎所有的休闲潜水都使用简单的压缩和过滤的空气。其它的混合气体，通常用于技术潜水者的深潜，可能会用氦气替代部分或全部氮气（称为三元混合气，如果没有氮就称为氦氧混合气），或使用比空气更低的氧气比例。在这些情况下，潜水者常常携带额外的水肺装备，称为阶段水肺，它的混合气体中氧气含量较高，这主要被用来在分阶段减压潜水中减少减压时间。这些混合气体能够进行较长的潜水，更好地管理减压症、氧气中毒或缺氧以及严重的氮醉等风险。闭路水肺装备（呼吸器）能将气体混合，并能根据当时的实际深度对其控制和优化。

## 潜水气瓶
水肺潜水气瓶的尺寸和材料各种各样，通常以材料（通常是铝或钢）和尺寸来指定。在美国，其尺寸由其标称容量来指定，即所装气体在标准大气压下的体积。常见尺寸包括80、100、120立方英尺等，而最常见的是“铝80”。在世界上其他国家和地区，大多数都用气瓶的实际内部容积来指定其尺寸，有时也称为水容量，因为这是其测量方法，并在气瓶上标注“WC”（10升、12升等）。
气缸的工作压力随制造标准而变化，通常的范围从200 bar（2,900 psi）到300 bar（4,400 psi）。
在容量和工作压力相同的情况下，铝质气瓶比钢质气瓶更厚、更笨重，因为合适的铝合金比钢的拉伸强度更低，并且浮力更大（尽管实际上从水中出来后更重），这意味着潜水员需要携带更多的配重。钢也更适合制造高压气瓶，这样，在相同的内部容积下，可以装更多的空气。
通过分压来混合硝氧的常用方法要求气瓶处于“供氧状态”，这意味着气瓶和气瓶阀门已更换了所有不兼容氧气的组件，并且通过清洁除去了任何可燃材料污染。潜水气瓶有时也称为“气罐”或“气筒”。

## 背带配置

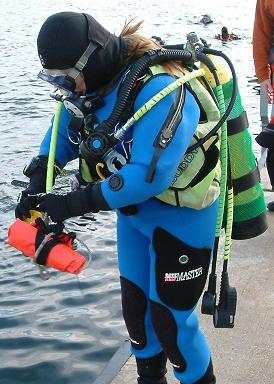
稳定器夹克背带

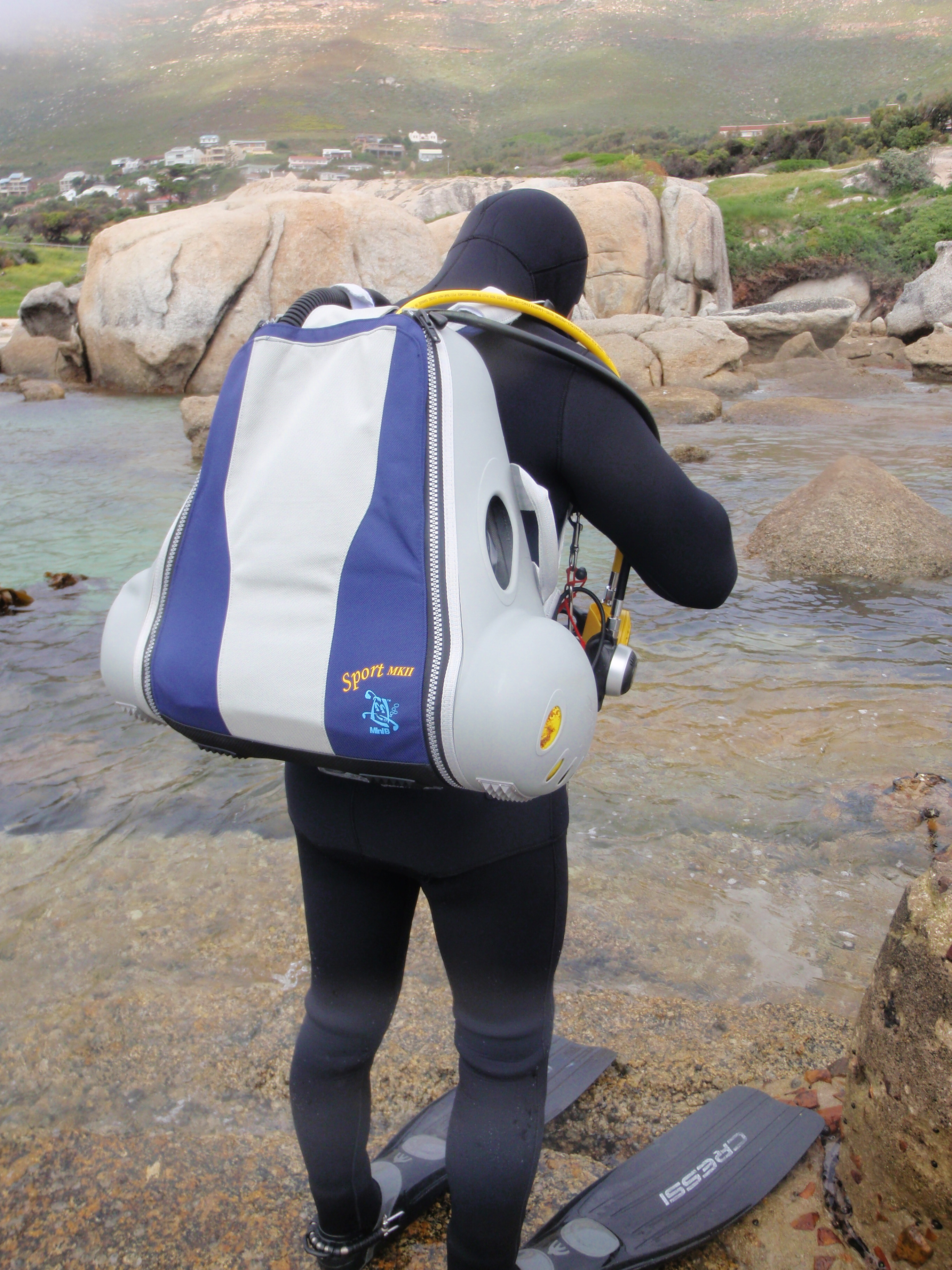
水肺装备及储存运输一体袋

潜水员可以用多种方式来携带水肺装备。最常见的两种基本安装配置后置和侧置，而后置也可以扩展到包括辅助侧置（包括蹦极约束的低位侧置）以及不太紧凑的吊索固定或平台固定方式。
对于休闲潜水，最常见的是稳定器夹克背带，被用作背带的夹克式浮力补偿器上绑着一个气瓶，偶尔也绑两个。有些夹克式背带可以将急救气瓶或减压气瓶挂在背带的D形环上。急救气瓶也可以绑在后置主气瓶的侧面。

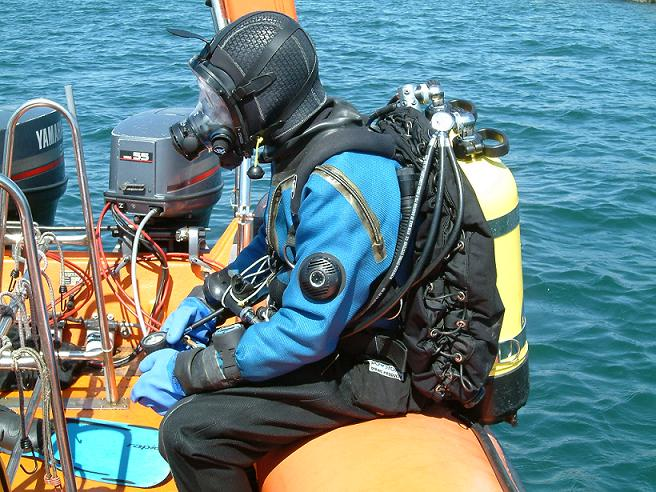
带背板和翼的背带

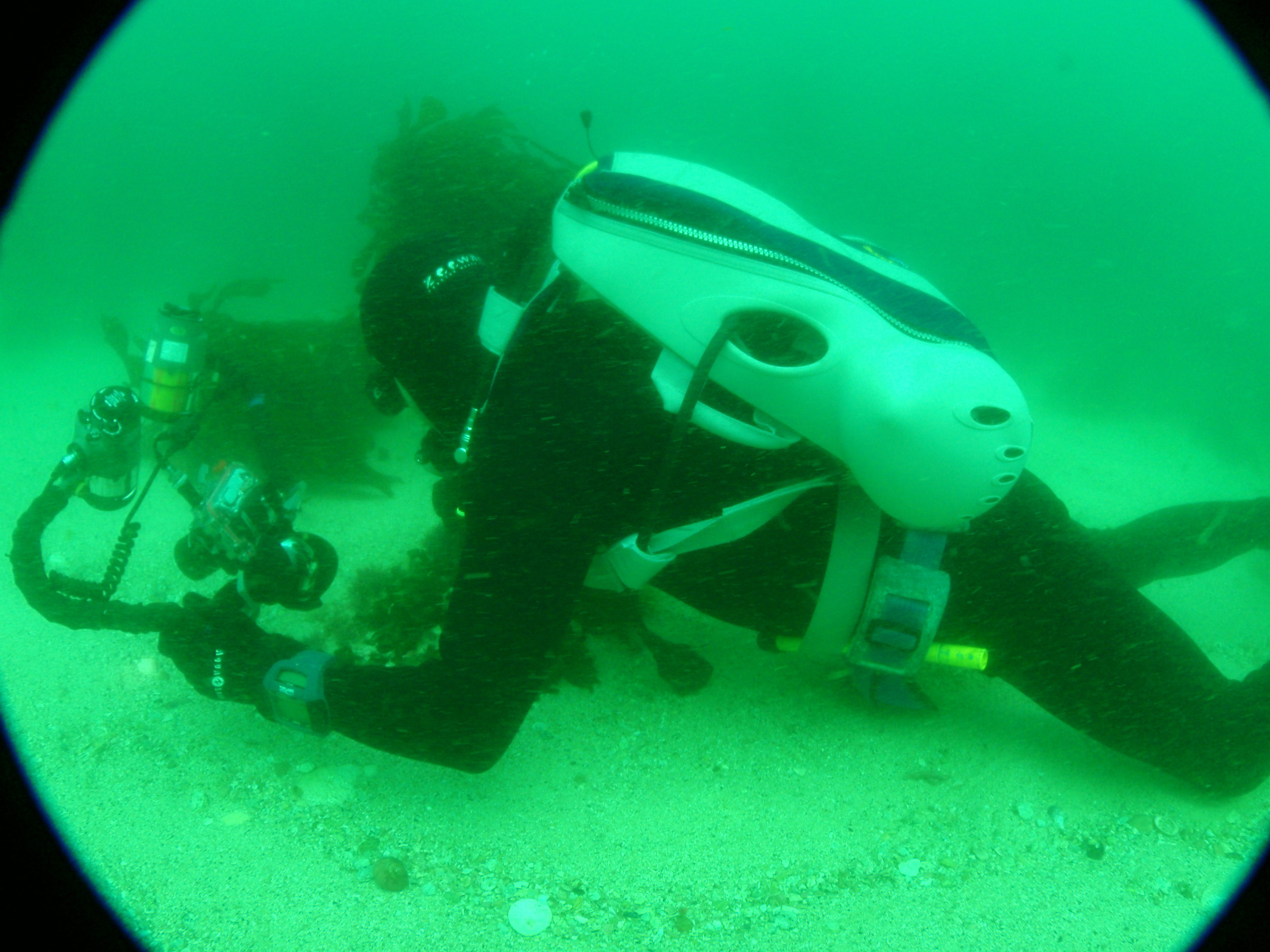
用带储存运输一体袋的水肺装备潜水

另一种流行的配置是背板和翼布局，它将一个后部充气浮力补偿囊夹在刚性背板和主气瓶之间。这种布局对于双气瓶组来说特别流行，甚至可以携带三、四个气瓶以及大多数循环呼吸器。额外的减压气瓶可以挂在潜水员的侧面。
也可以使用普通的背包背带来支撑装备，既可以使用马领浮力补偿器，也可以不使用任何浮力补偿器。这是在引入浮力补偿器之前的标准布局，并且仍然有一些休闲和专业潜水员在适合潜水操作时使用。
通常要求由水面供给的潜水员携带紧急气体供应，也称为急救气瓶。它往往是后置的开路水肺，通过将级间软管连接到气体开关块（或急救装置）上来连接到呼吸气体供应系统。它固定在头盔或全面罩的侧面，或者潜水员的背带上，既能轻易够到，又不大可能被意外打开。在特殊情况下，也可以使用其它固定方式。
侧置背带支撑气瓶的方式是，将它们卡在胸部和臀部任一侧的D型环上，或者两侧都卡。在水下时，气瓶的悬挂位置基本上与潜水员的躯干并排。背带通常包括一个浮力补偿囊。使用这种系统，熟练的潜水员可以在每侧携带多打3个气瓶。

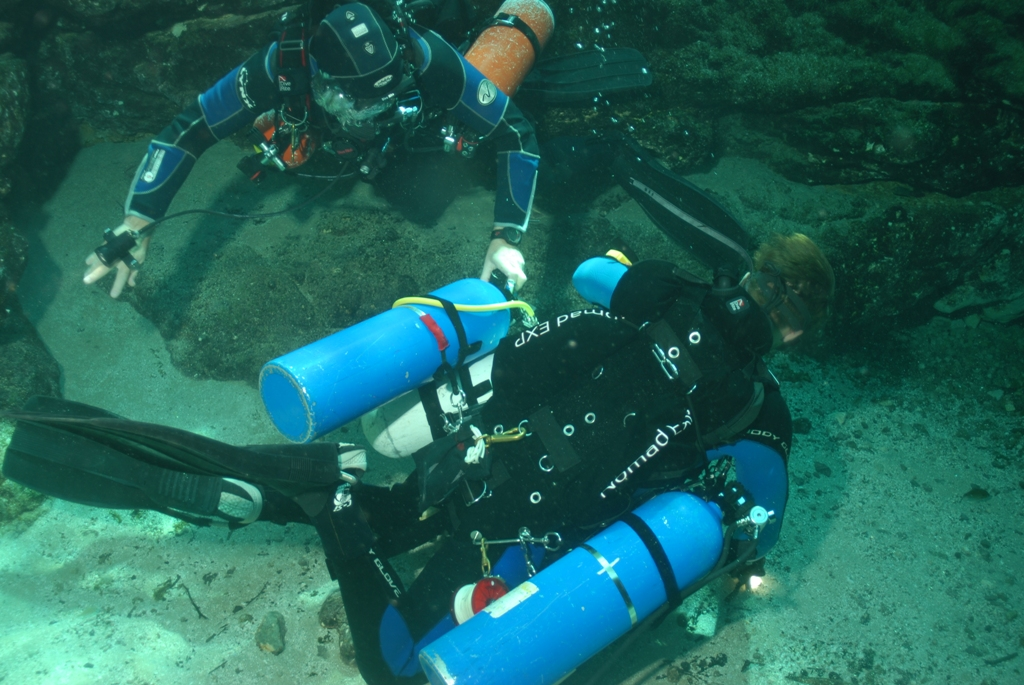
俯视使用侧置背带的潜水员

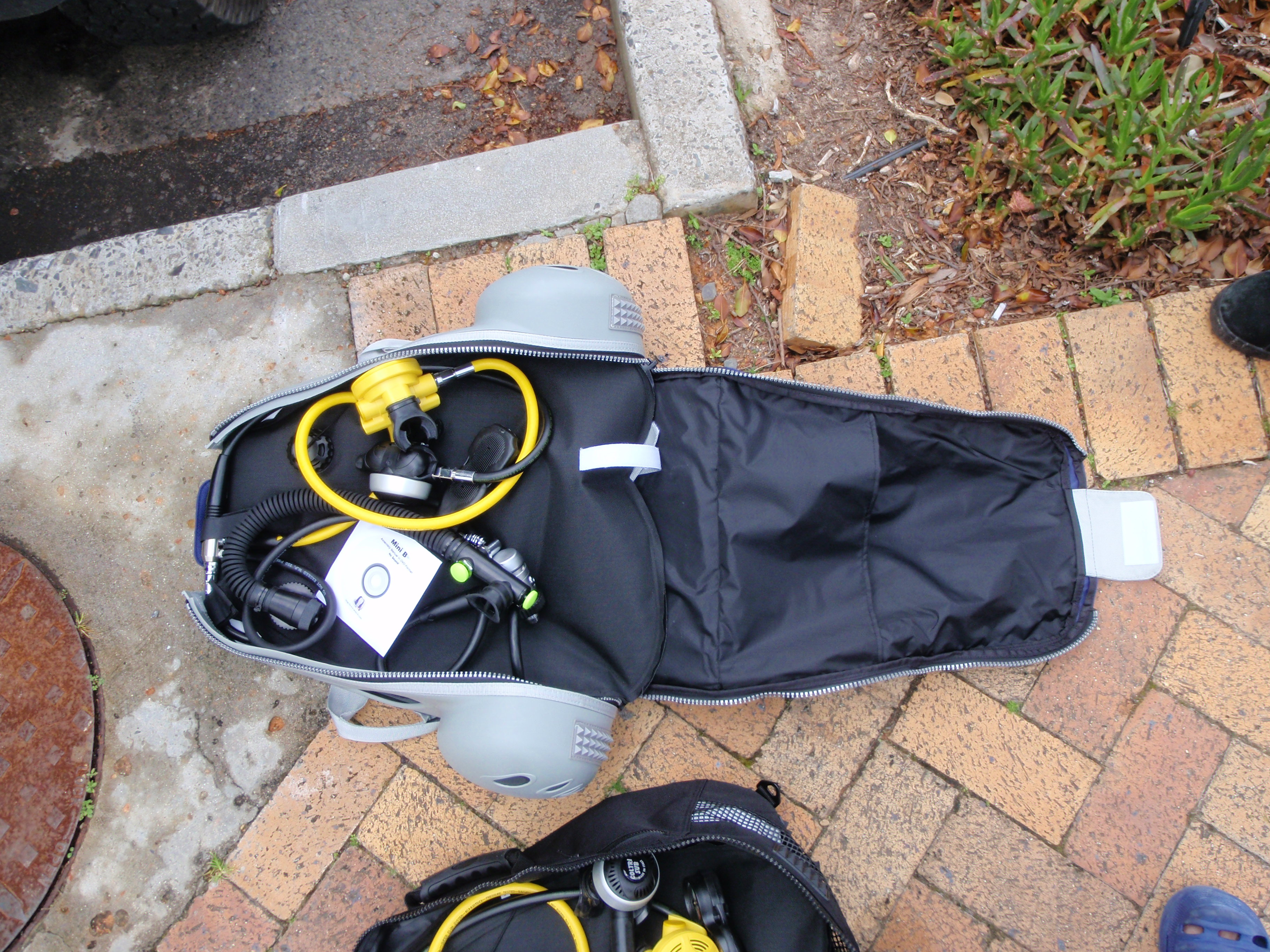
一体背包中的水肺装备

集成背带和存储容器似乎并不流行，这是一种不常见的配置。这种配置有一个装有浮力囊和气瓶的包，背带和调节器组件也可以收纳在包里，当解开袋子时，它们会展开至工作位置。一些军用循环呼吸器，例如Interspiro DCSC，也可以在不用时将呼吸软管放在外壳内。
技术潜水员可能需要携带几种不同的混合气体。这些是准备在潜水计划的不同阶段使用的，出于安全考虑，潜水员必须能够检查在任何给定的深度和时间使用的是哪种气体，并在需要时打开和关闭供气阀。所以这些气体通常以完全独立的水肺装备的形式携带，这些装备悬挂在潜水员两侧的背带上。这种布局被称为舞台布局。可以按渗透准则来缓存舞台装备，以便在退出时取回。这些有时也被称为抛弃罐。

### 背带构造
每个水肺背带都需要一个系统将气瓶支撑在背带上，也需要一个系统将背带固定到潜水员身上。

#### 基本背带
后置装备最基本的布局包括：肩部下方装气瓶的金属或编织网，以及气瓶下方兜底的肩带和腰带。肩带可以是固定长度的，以适应特定的潜水员，但通常是可调的。有时会在一根或两根肩带上加上快拆卡扣。腰带上也有一个用于锁紧和解开的卡扣。腰带通常可调节，以保证安全性和舒适性。已经有各种附件将背带连接到气瓶带上。也可以加上裆带，通常从气瓶的下带连到腰带的前面。这种带子可以防止装备在使用时从潜水员身上向上滑。这种布局仍然偶尔能看到在用。

#### 背板或背包带
这种背带与基本背带之间的差别在于，在气瓶和背带之间加入了刚性或柔性背板。气瓶通过金属带或编织带固定在背板上，而背带也固定在背板上。在其它方面，该系统与基本背带类似。固定气瓶的方法包括由螺栓或杠杆带动的夹子固定的金属夹紧带，或通常由凸轮卡扣固定的编织带。
这种背带最初以这种简单形式使用，但现在通常与夹在气瓶与背板之间的后充气翼式浮力补偿器一起使用。

##### 凸轮带

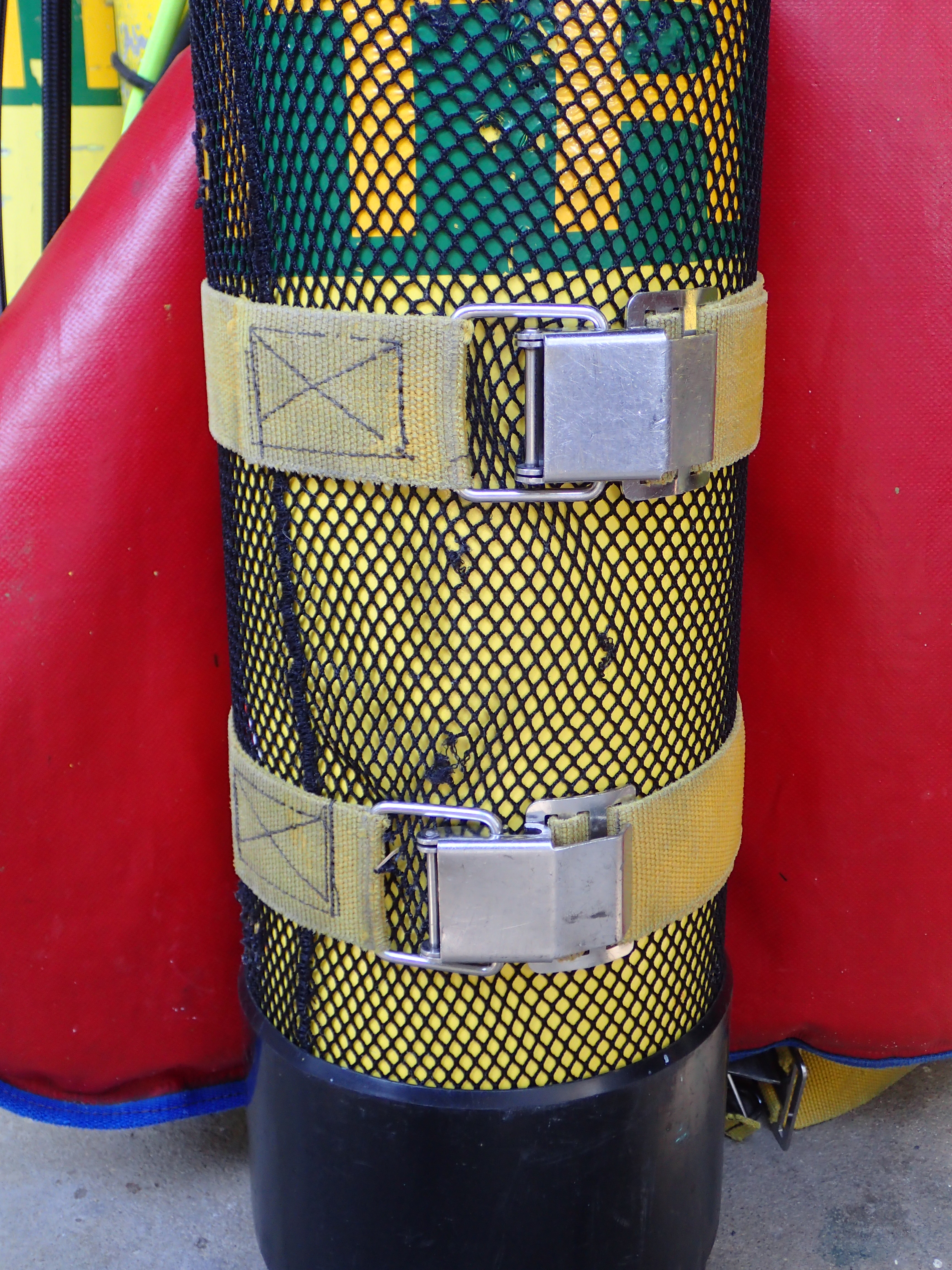
两根凸轮带将一个气瓶固定在背板上

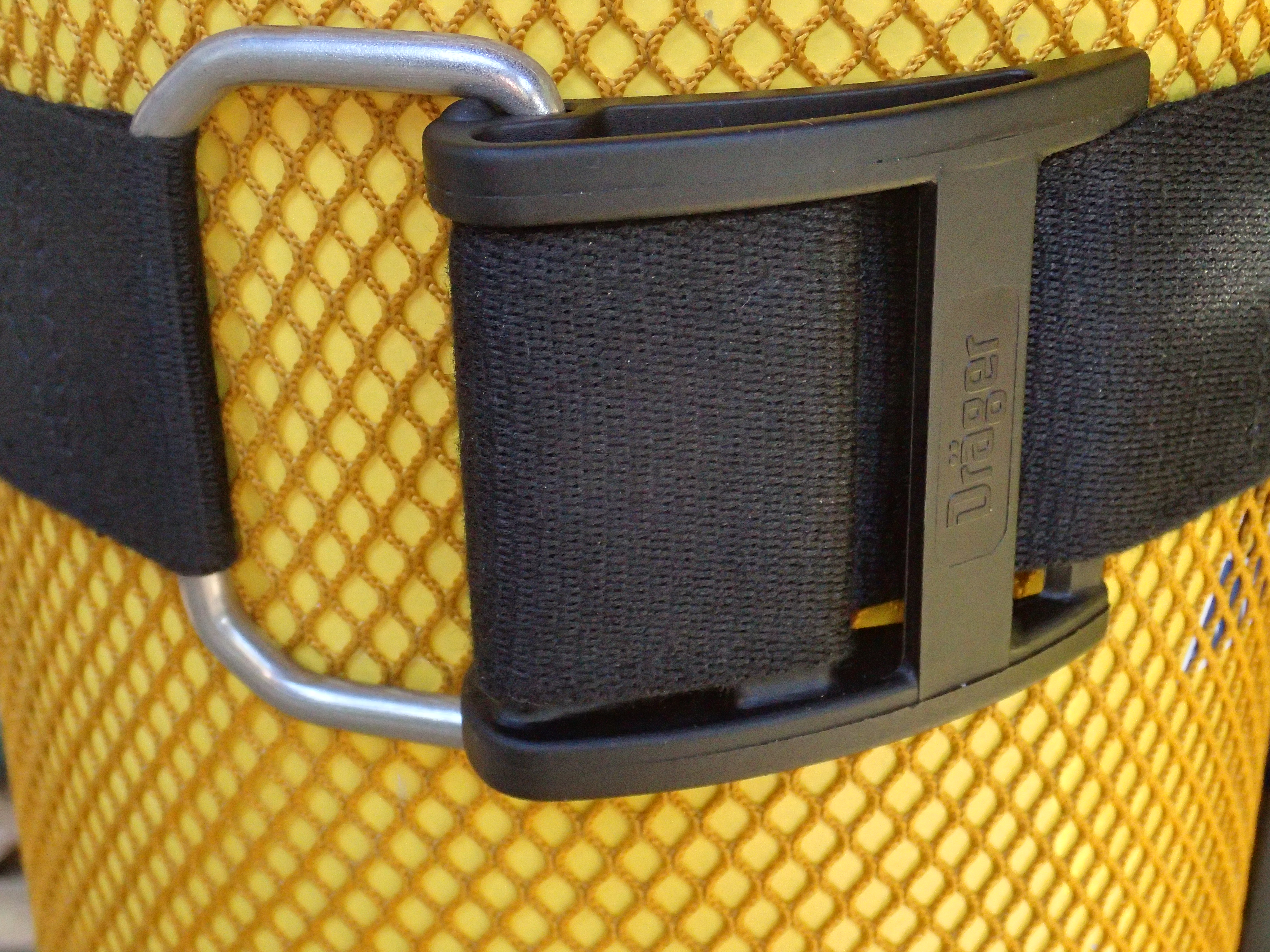
用塑料凸轮卡扣系紧

由编织带和凸轮卡扣组合，将气瓶固定在浮力补偿器或背板上，被称为凸轮带。这是罐带的一种，罐带也包括将双气瓶固定在一起的不锈钢带。它们通常依靠偏心杠杆的动作来拉紧和锁定，这可以通过长度调节槽和辅助安全紧固（例如粘扣）来进行调整，以将活动端固定在适当的位置。水肺用的大多数凸轮卡扣都是注模塑料的，但也有些是不锈钢的。很多休闲潜水背带都依靠单个凸轮带将气瓶固定在背板上。其它模式为了安全，则使用两个凸轮带。凸轮带也可用于吊索或侧置水肺装备，以将下夹扣固定到气瓶上。

##### 金属带

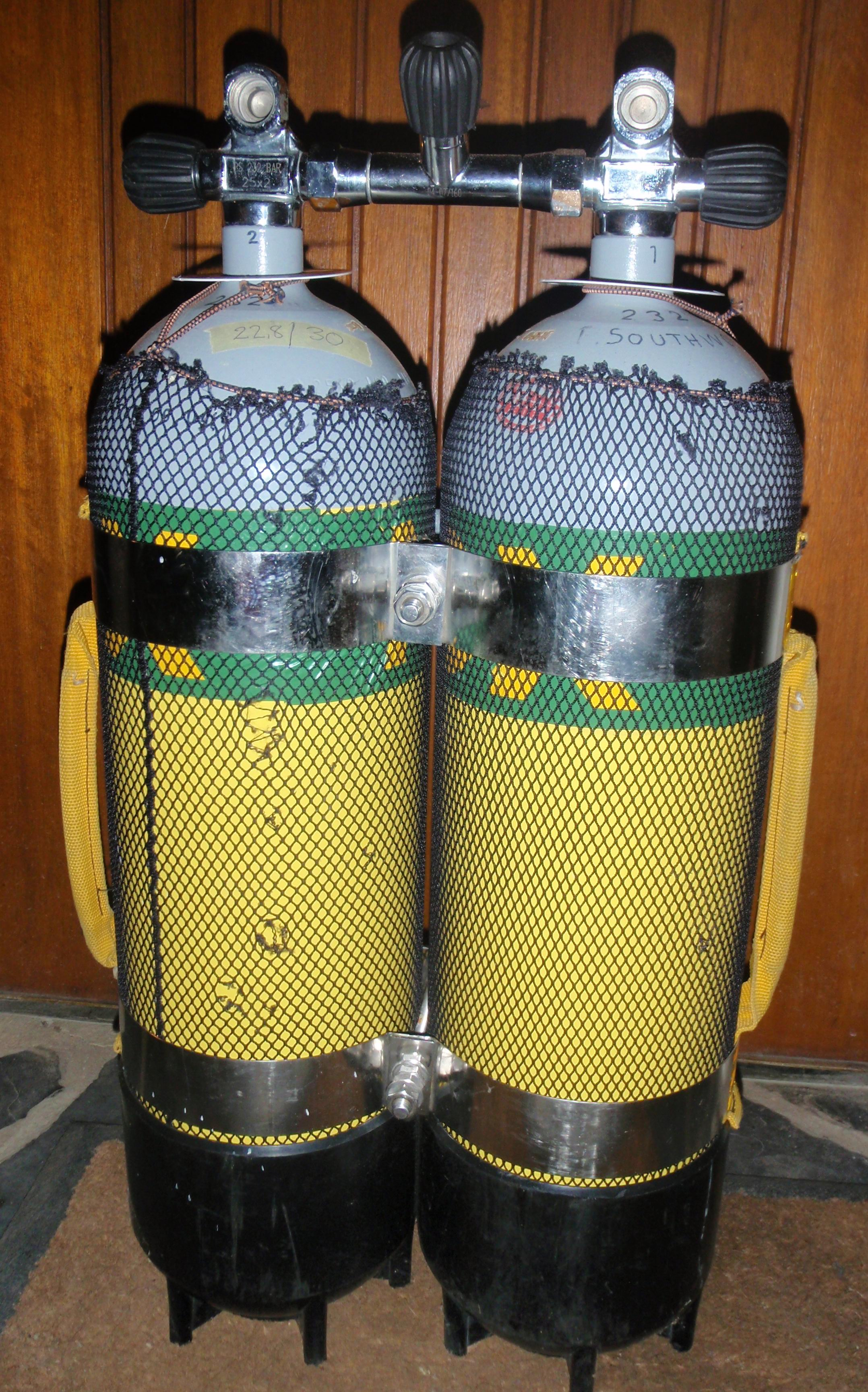
歧管双12升钢瓶组用两根不锈钢罐带组装起来。

不锈钢罐带是支撑歧管双气瓶的标准方法，因为它们为气瓶提供了良好的支撑，使歧管上的负载最小化，并提供了简单可靠的连接点来连接背板。

#### 侧置背带
最基本的侧置背带只是配有带环的气瓶，连同实现悬浮所需的配重以及探洞者装电池组的带子，滑入标准的探洞者保护绳或电池带上。这种简单的配置是特别低配的，适用于小型气瓶。
一种更复杂但仍极简的系统，是由肩带、腰带和裆带构成的编织背带，支撑着各种滑扣和D形环以固定气瓶及配件，可以有集成配重或单独的配重带，也可以有一个后置浮力补偿器，而浮力补偿器可以固定在安全带上，也可以直接固定在潜水员身上。气瓶通常固定在两侧的肩部或胸部D形环和腰带D形环上。

### 附件
在大多数水肺装备中，背带会内置浮力补偿器（BC）或浮力控制装置（Buoyancy Control Device，BCD），例如后置翼或稳定器护套（也称为“防刺护套”）。尽管严格说来，这并不是呼吸装置的一部分，但它通常连接到潜水员的气源，以使装置容易充气。通常也可以通过吸嘴手动来完成，以便在水面上时，或者在加压充气系统出现故障的情况下，节省空气。BCD使用低压充气管充气，以增加水肺装备的体积，来使潜水员获得浮力。另一个按钮则用来打开阀门，以使BCD放气，以减小装备的体积，来使潜水员失去浮力。有些BCD使用集成配重，这意味着BCD有特殊口袋来放配重，这样可以在紧急情况下很容易将配重扔掉。BCD在水下的功能是，使潜水员保持悬浮，即既不上浮也不下沉。BCD用于补偿潜水衣的压缩，并补偿潜水员将气瓶中的空气吸走后的质量下降。
潜水配重系统增加了水肺潜水员和装备的平均密度，以补偿潜水装备（尤其是潜水服）的浮力，从而使潜水员在完全浸入水中时获得悬浮状态，或者稍微有一点下沉。配重系统最初由实心铅块组成，它们被挂在潜水员腰上的带子上，但是有些潜水配重系统是集成在BCD或背带上的。这些系统可能使用小尼龙袋来装铅块或小的配重，这些袋子分布在BCD周围，从而使潜水员可以获得更好的总体重量分布，从而在水中获得更水平的姿态。罐配重可以固定在气瓶上，也可以拧在将气瓶固定到BCD上的凸轮带上。
许多闭路循环呼吸器使用先进的电子设备来监控和调节呼吸气体的成分。
使用循环呼吸器的潜水员和一些使用开路水肺的潜水员会携带额外的潜水气瓶，以备急用，比如在主要的呼吸气体供应被耗尽或发生故障的情况下。如果急救气瓶较小，它们也可以被称为“小马气瓶”。它们有自己的需求调节器和吸嘴，而且从技术上来讲是独立的一套水肺装备。在技术潜水中，潜水员可以在潜水的不同阶段使用不同的设备。有些呼吸气体混合物，例如三元混合气，可能只被用于深潜，而其它的，如纯氧，可能只被用在浅水中的减压过渡中。最重的气瓶通常被背在背上，由背板支撑，而其它的则从侧面斜挎在背带结实的地方。
当潜水员携带许多气瓶时，尤其是那些钢制的，可能会出现浮力不足的问题。潜水员要有效地控制浮力，可能会需大容量的BC。
如果管子和接头过多，会导致流体阻力大，从而降低游动性能。
扩散器是一种安装在排气口上的组件，用于将呼出气体打碎，以使气泡小到在水面上看不到，并降低产生的噪音（参见声波标记图）。它们被用于战斗潜水，以避免被水面监视员或水下听音器发现；清障潜水员进行水雷排雷作业，以降低噪音，从而降低引爆感音水雷的风险；以及在海洋生物学中，避免对鱼类行为的破坏。
为循环呼吸器设计一个足够的扩散器比为开路水肺设计要容易得多，因为气体流速通常要低得多。埃迪·保罗在1990年代初为水下摄影师约翰·麦肯尼（John McKenney）和马蒂·斯奈德曼（Marty Snyderman）设计了一种开路扩散器系统，称为“水肺消音器”；原型在气瓶背面装有两个大滤石，其软管连接到二级调节器的排气口。滤石安装在铰链臂上，以便浮在潜水员上方1至2英尺（0.3至0.6），从而形成深度压力差的吸引作用，来抵消通过扩散器呼出所需的额外呼气压力。闭路循环呼吸器被证明在潜水员接近鲨鱼时更有用。

## 气体持续时间
水肺装备的持续时间是潜水时气体供应持续的时间。这受到水肺装备类型及其使用场景的影响。

### 开路
开路需求水肺的气体持续时间取决于诸如潜水气瓶的容量（气体的体积），潜水深度和潜水员的呼吸速率等因素，而呼吸速率又依赖于潜水员的体力、身体状况、体型、心态、经验等各种因素。在典型的潜水中，新手经常能在30分钟或更短的时间内消耗掉标准的“铝80”气瓶中所有的空气，而经验丰富的潜水员在平均深度相同、使用气瓶的容量相同的情况下，则经常能够潜水60至70分钟，因为他们懂得更多有效的潜水技巧。
如果一名开路潜水员在水面（大气压下）的呼吸速率为每分钟15升，则他在20米深的水下每分钟将消耗15×3﹦45升的气体。（[(20米／10米/巴)＋1巴大气压]×15升/分﹦45升/分）。如果一个11升气瓶充气到200巴，能用到只剩下17%，则有11×200×83%﹦1826升的可用气体。这样，该潜水员在此深度使用这个气瓶，最多只能使用1826／45﹦40.5分钟。这种潜水深度和时间，是经验丰富的休闲潜水员通常使用标准的200巴“铝80”气瓶悠闲地探索珊瑚礁的典型经历，这种气瓶可以在大多数热带岛屿或沿海度假胜地的商业休闲潜水机构租到。

### 半闭路循环呼吸器
半闭路循环呼吸器的持续时间约为同等开路潜水的3至10倍，并且受深度影响较小；气体可以循环使用，但必须不断注入新鲜气体，至少替代所消耗的氧气，并且任何多余的气体都必须排出。尽管它在使用气体时更经济，但循环呼吸器的重量却鼓励潜水员携带较小的气瓶。尽管如此，大多数半闭路系统的持续时间至少是普通大小的开路系统的两倍（约2小时），并且通常受制于洗涤器的持续时间。

### 闭路循环呼吸器
氧气循环呼吸器或全闭路循环呼吸器的潜水员每分钟消耗的氧气，大约为大气压下的1升。除上升或下降期间外，正确操作的全闭路循环呼吸器只使用很少的稀释剂，或者不使用。如果潜水员使用3升的氧气瓶，并充到200巴，按剩下25％的储备来算，则能够潜水的时间为：3升×200巴×75%／1升/分﹦450分钟﹦7.5小时。这个持续时间与深度无关。碱石灰洗涤器的寿命可能会短于这个时间，因此将成为潜水的限制因素。
在实践中，循环呼吸器的潜水时间通常受其它因素影响，例如水温和安全上浮的需要（参见减压），大容量的开路装备通常也是如此。

## 危害与安全
水肺装备使用的呼吸气体是高压的。如果以不受控制的方式释放气体，那么其中存储的能量可能会造成相当大的损害。最大风险是在为气瓶充气时，但是其它一些情况同样可能造成伤害：如果将气瓶存放在过热的环境中，会导致气体压力升高；如果使用不兼容的气瓶阀门，会使气瓶在负载下破裂；如果与使用者接触的调节器软管破裂，超过100磅每平方英寸（6.9巴）的压力会使皮肤破裂，并向组织中注入气体，可能还伴有污染物。
水肺是生命攸关的设备，因为某些失效形式可能会使用户直接面临溺水死亡的危险，而潜水气瓶的灾难性故障会直接导致附近的人员丧生或重伤。如果正确组装、测试、充气、维护和使用，开路水肺被认为是高度可靠的，并且故障风险相当低。但在潜水计划中应予以充分考虑，并在适当情况下，应采取预防措施，以便在发生故障时采取适当的反应。缓解方案取决于环境及故障模式。

## 外部影像
- www.divingmachines.com——最佳水肺，包括三缸类型